# وولکا بیتس
وولکا بیتس (انگلیسی: Volca Beats)
یک ماشین درام ترکیبی تولید شده توسط شرکت کرگ است. این دستگاه در سال 2013 به همراه 2 دستگاه وولکا کییز و وولکا بیس عرضه شد.
بیتس با استفاده از ترکیب آنالوگ و مدولاسیون کد پالس صدای درام تولید میکند.
این دستگاه جزو گروه دستگاهای مقرون به صرفه شرکت کرگ است.
این دستگاه هنوز بعد از 10 سال در حال تولید است.